# 曲水镇 (南充市)
曲水镇，是中华人民共和国四川省南充市嘉陵区下辖的一个乡镇级行政单位。2019年10月，撤销移山乡，将其所属行政区域划归曲水镇管辖。

## 行政区划
曲水镇下辖以下地区：
晴波村、钟家桥村、和平桥村、胜兴村、群路村、天宫山村、群建村、明星村、明月村、千丘田村、纪村沟村、大生桥村和河梁桥村，卯公寨村、鲤宝寺村、孙家寺村、赵村沟村、塔子山村、杜村沟村、索家沟村、青梁咀村、公子庙村、牛角湾村和水西沟村。